# Crataegus talyschensis
Crataegus talyschensis är en rosväxtart som beskrevs av Antonina Ivanovna Pojarkova och Ufimov. Crataegus talyschensis ingår i Hagtornssläktet som ingår i familjen rosväxter. Inga underarter finns listade i Catalogue of Life.